# Миф
Подобно тому как учёные говорят, что радуга есть отражение солнца, представляющееся разноцветным из-за того, что взгляд обращается на облако, так в данном случае и миф является выражением некоторого смысла, направляющего разум на инобытие.
Миф (от др.-греч. μῦθος — сказание, предание) — символический нарратив (повествование), служащее для носителя объяснением реальности; обычно (но не всегда) не имеет конкретного авторства, связан с традицией и с религиозными верованиями. В качестве принципа осмысления мира мифологическое мышление противопоставлено рациональному. Термин мифология означает совокупность мифов, принадлежащих к определённой религиозной традиции. Мифология изучается в рамках научных дисциплин, включая сравнительную мифологию.
Как и в другой религиозной символике, в мифе не делается попыток обосновать информацию или сделать её правдоподобной. Каждый миф понимается носителями как авторитетное, основанное на фактах повествование, независимо от того, насколько оно расходится с известными законами природы или обыденным опытом. Содержание мифа представляется реальным, поскольку воплощает коллективный, «надёжный» опыт осмысления, произведённый множеством предыдущих поколений и служащий предметом веры. Миф отличается от символического поведения (культ, ритуал) и символических мест или объектов (храмы, религиозные изображения).
Традиционный миф повествует о божествах, других сверхчеловеческих существах или людях, вовлечённых в необычные события или обстоятельства в неуказанное время, но которое понимается как существующее отдельно от обычного человеческого опыта. Миф служит основным механизмом культурной преемственности и образцом значимых форм поведения. Основные сюжеты архаических мифов повторяются в независимо развивающихся культурах. Миф передаётся в форме рассказа, получает отражение в социальной структуре, искусстве, символике в поэзии, архитектуре, одежде и др. В отличие от сказки, миф воспринимаются аудиторией как истинное повествование.
В дополнение к этому основному религиозному значению слово «миф» может также использоваться в более широком смысле для обозначения идеологического убеждения, когда это убеждение является объектом квазирелигиозной веры. Хотя очертания мифов прошлого периода или общества, отличного от нынешнего, обычно можно определить довольно ясно, распознать мифы, доминирующие в настоящее время и в настоящем обществе, всегда сложно, поскольку авторитет мифа заключается не его доказательности, а в том, что он презентует себя. Авторитет мифа воспринимается как «само собой разумеющийся», и детально очертить миф можно только в случае, если его авторитет уже не является бесспорным, а отвергается или каким-то образом преодолевается другим, более всеобъемлющим мифом.
Отдельные особенности мифологического мышления присутствуют и в современном массовом сознании. В современном мире миф десакрализован, но продолжает в значительной мере определять жизнь общества и картину мира, выступая в роли неотрефлексированной схемы восприятия и поведения. Массовое сознание может служить основой для распространения социальных и политических мифов. К мифологическому мышлению апеллируют идеология и реклама, мифы продолжают составлять универсальный язык искусства и сохраняют интегрирующую функцию, формируя, например, национальное самосознание.

## Этимология
Слово «миф» происходит от греческого мифа, который имеет ряд значений, менявшихся от «слова», через «высказывание» и «рассказ» до «вымысла». «Миф» является многозначным термином, смысл которого изменялся на протяжении истории и в разное время мог означать «рассказ», «сказание о богах», «вымысел» (лат. fabula), «представление, лежащее в основе миропонимания», и др. «Неоспоримая достоверность» мифов противопоставляется логосу, достоверность или истинность которого можно оспаривать. Поскольку мифы повествуют о фантастических событиях без каких-либо попыток их доказательства, иногда предполагается, что они представляют собой просто истории без фактической основы, и слово «миф» стало синонимом лжи или, в лучшем случае, заблуждения. Однако при изучении религии различаются мифы и истории, которые просто не соответствуют действительности.

## Характеристика
Первоначально под мифом понималась совокупность абсолютных (сакральных) ценностно-мировоззренческих истин, противостоящих повседневно-эмпирическим (профанным) истинам, выражаемым обыкновенным «словом» (ἔπος), отмечает профессор А. В. Сёмушкин. Начиная с V века до н. э., пишет Жан-Пьер Вернан, в философии и истории «миф», противопоставленный «логосу», с которым они изначально совпадали по значению (только впоследствии λόγος стал означать способность мышления, разум), приобрёл уничижительный оттенок, обозначая бесплодное, необоснованное утверждение, лишённое опоры на строгое доказательство или надёжное свидетельство (однако, даже в этом случае он, дисквалифицированный с точки зрения истинности, не распространялся на священные тексты о богах и героях).
Преобладание мифологического сознания относится главным образом к архаической (первобытной) эпохе и связывается прежде всего с её культурной жизнью, в системе смысловой организации которой миф играл доминантную роль. Английский этнограф Б. Малиновский отвёл мифу в первую очередь практические функции поддержания традиции и непрерывности соответствующей культуры.
Как отмечал А. А. Потебня, «язык есть главное и первообразное орудие мифологии», её нельзя мыслить вне слова, а потому она принадлежит словесности и поэзии. Поскольку мифология осваивает действительность в формах образного повествования, она близка по своей сути литературе и исторически предвосхитила многие её возможности и оказала на её раннее развитие всестороннее влияние. Мифы очень долго служили в качестве важнейшего источника сведений о прошлом, составляя большую часть известных исторических трудов античности, например Геродота и Тита Ливия.
Однако, как отмечает Джордж Шёпфлин, «главное в мифе — это содержание, а вовсе не соответствие историческим свидетельствам».
В мифах события рассматриваются во временной последовательности, однако зачастую конкретное время события не имеет значения и важна только отправная точка для начала повествования.
В XVII веке английский философ Фрэнсис Бэкон в сочинении «О мудрости древних» доказывал, что мифы в поэтической форме хранят древнейшую философию: моральные сентенции или научные истины, смысл которых скрыт под покровом символов и аллегорий.
Свободная фантазия, выраженная в мифе, согласно немецкому философу Гердеру, не есть нечто абсурдное, а является выражением детского века человечества, «философским опытом человеческой души, которая видит сны, прежде чем проснётся». Павел Флоренский также называл миф «полубессмысленной философией первобытного мышления».
Как отмечается учёными, в современности реалии мифа имеют не познавательный, а поведенческий характер, как форма знания он утрачивает свою актуальность, однако как побуждение к действию не исчерпал свои возможности. Отдельно отмечается, что в отличие от древности, в настоящее время мифологизируется не природа, а социальная и эмоциональная жизнь человека. По некоторому мнению, в современной культуре наблюдается процесс ремифологизации, когда мифологическое мировосприятие увеличивает сферу своего влияния и местами, в частности в искусстве, политике и даже науке, начинает играть значительную, порой даже определяющую роль.

## Сравнительная мифология
Науки филологического цикла, в частности, фольклористика выработали три способа объяснения сходства текстов, бытующих в устной передаче. Первым является генетический: наличие у устных текстов общего предка. Обыкновенно он применяется к традициям, которые имеют языковое родство: например, реконструируется индоевропейская мифология, представления о которой могут давать общие черты таких мифологий как индийская, иранская, греческая, германская, славянская и др.
Второй способ — объяснение через заимствования, культурные диффузии, взаимный обмен устными текстами в ситуации культурной двойственности и двуязычия. В этих условиях сказитель одинаково хорошо знаком, с двумя языками и может рассказывать сюжеты одной традиции на языке другой традиции и наоборот. А итог произведения народного творчества одной традиции переносят в другую. Иногда могут появляться районы, имеющие устойчивое дву- или многоязычие, где разные традиции сливаются воедино: например, на Балканах, на Северном Кавказе. При всех сложностях в межэтнических взаимоотношениях на Кавказе, нартский эпос в равной мере относится к устным традициям разных северокавказских этносов.
Третьим способом объяснения является типологический: близкие или одинаковые сюжеты или мотивы могли сложиться из-за одинаковых обстоятельств. Согласно другой интерпретации, существует такое количество причин, что учесть их все практически невозможно, поэтому типология оказывается объяснением, к которому обращаются когда объяснения через общего предка или заимствования не подходят.
Фольклористика не имеет общеустановленного способа определения, какой из этих трёх способов объяснений работает в том или ином случае. Наиболее сложной является ситуация, когда все три фактора работают одновременно. Похожие тексты находят у близкородственных этносов, которые, помимо прочего, контактируют и проживают в близких условиях, другими словами имеется и генетическая, и типологическая общность, и культурный взаимообмен. Примером служит ряд русско-украинско-белорусских фольклорных параллелей.
После исследований Юрия Березкина, посвящённых распределению фольклорных сюжетов и мотивов на карте мира с целью установления маршрутов и хронологии первичного расселения людей по планете, к трём основным вариантам объяснения сходства текстов добавляется новый: ряд схождений представляют собой результат этих миграционных процессов, фольклорно-мифологические следы пребывания древних популяций в определённых местах. Это может работать и в обратную сторону: не сходство мифов объясняется через информацию о древних миграциях, а маршруты перемещений людей обосновываются при помощи информации о схожих текстах.
Для установления заимствования или родства, как правило, требуются нетривиальные признаки, включая имена, названия, уникальные детали и др.
Нет единого мнения о существовании культурных универсалий в фольклоре. Главным аргументом антиуниверсалистов является тот факт, что не существует ни одного мифа, представленного у всех народов. Аргумент является верным, если сохраняются в неизменности исходные понятия — «миф» и «универсальность», а также исключаются из рассмотрения те элементы, которые очень распространены, но являются очень общими и тривиальными, например, мужская природа неба и женская природа земли — такие представления известны практически у всех народов. Универсалисты и антиуниверсалисты дискутируют о разных сущностях. Первые имеют ввиду предельно элементарные или предельно обобщенные схемах, в связи с чем часто апеллируя к юнговским архетипам; вторые исходят из самих мифологических сюжетов и мотивов, которые конкретны, жанрово обусловлены и в большей мере связаны с этнорегиональной и этнокультурной спецификой. Существует зависимость, что чем более элементарным является повествовательный элемент, тем проще обнаружить взаимонезависимые сходства.
Универсальность может прослеживаться не столько на уровне фольклорных мотивов, сколько в их более широких логико-семантических обобщениях («персонаж, проглоченный неким существом, живой и невредимый выходит из его утробы» и т. п.) или, напротив, на уровне его элементарных семантических составляющих, включая некоторые простейшие образы космогонических и антропогонических мифов: «недоделанный мир (мир в эмбриональной форме, безлюдный мир), первообъекты (гора, водоем, дерево), недоделанный человек (человек-заготовка, его эмбриональная форма — яйцо, комок, щепка и так далее)». Универсальность в фольклоре понимается в том смысле, что конкретный мотив/сюжет представлен во всех мировых культурах. Скорее, этот мотив/сюжет оказывается настолько распространённым, что будет редким исключением не найти его аналог в другой традиции (с учётом их семантических контекстов). Также предполагается, что существуют некие простейшие единицы смысла, к которым человеческая мысль на протяжении всех её интеллектуальной истории периодически возвращается. По этой концепции имеется конечное множество общечеловеческих понятий, поэтому возможно «установление окончательного набора универсальных атомов смысла», по выражению лингвиста Анны Вежбицкой, «алфавита человеческих мыслей».
К примеру, существует монгольский миф о рождении Чингисхана и одесская песня 1920-х годов про «всеми уважаемого» старьевщика Хаима. Если оставить в стороне такие аспекты, как жанровая специфика, бытовой антураж, ироническая интонация последней и оставить только чистый сюжет, будет видна одна и та же история: «мёртвый муж приходит к своей жене, и от этой связи родятся дети». Тот же сюжет есть в житии Иды Булонской, матери Готфрида Бульонского: этот источник анализировал французский историк Жорж Дюби. «После смерти её смертного мужа она прослыла соединившейся с бессмертным супругом жизнью в целомудрии и не желая нового замужества». Несмотря на их сходства, все три истории имеют разное происождение. Так, в генеалогии «золотого рода» Чингисхана светящийся небесный любовник делается покойным мужем праматери-вдовы только на самом позднем этапе развития сюжета, в тюркской редакции этой легенды XVII века. В жизнеописании Иды Булонской сюжет появляется только благодаря сочетанию метафор религиозной риторики («соединиться с бессмертным супругом», «монахи как дети» и др.), другими словами синтетически, за счёт семантических притяжений — если не учитывать мотива Данаи (свет, что нисходят в женское лоно), который является общим с древнемонгольским преданием. Это пример сложения по общей модели одинаковых сюжетов из совершенно разного материала. В некоторый момент начинает работать процесс логико-семиотических преобразований, которые превращают монгольское небесное божество в дух покойного мужа, а бытовой анекдот о гулящей вдове — в шутливую песню о Хаиме, продолжающем с иного света навещать свою жену. Эти истории иллюстрируют типологию, а не историческую преемственность и не культурный обмен.
Модели текстуализации расположены на уровень выше, чем конкретные сюжеты, тогда как уровнем ниже стоят элементарные семантические единицы — семы. Каждая сема обладает валентностями, определяющими перспективы порождения сюжетов через присоединение следующих сем. Так, сема «Всемирный потоп» — ещё не является сюжетом, но она имеет валентность, которая позволяет ей присоединять сему «всеобщая гибель», в свою очередь, присоединяющую сему «спасение немногих» — в результате выстраивается следующий сюжетный сценарий: «Всемирный потоп — всеобщая гибель — спасение немногих». Семе «потоп» «известна» не только ближайшая сема («всеобщая гибель»), но и перспективы следующих присоединений («спасение немногих» и т. д.) — так высвечивается целая семантическая цепочка, видимо, составляющая основу текстопорождающей модели. Именно набор логико-семантических моделей, с одной стороны, и словарь сем с их валентностями, с другой стороны, по мнению С. Ю. Неклюдова, должны быть, объектом типологических исследований, которые, таким образом, могут получить более строгую формальную методологию.
Типологические изыскания позволяют обратиться от архаических форм к явлению современной мифологии, вполне объяснимому с позиции теории универсальных мифологических моделей. Примером может служить та же песня про Хаима.
Неклюдов утверждает, что многое в людском поведении уходит корнями в дочеловеческое прошлое. Согласно Неклюдову, ближе, чем другие антропологи, к проблемам культурной семантики в своих этологических исследованиях подошёл Конрад Лоренц, изучавший символические действия животных. Однако весь комплекс ритуалов у животных семантически очень беден и не может объяснить многообразия человеческих практик и их функционально-семантических значений. Кроме того, по слова Лоренца, «у животных нет символов, передаваемых по традиции из поколения в поколение. Вообще, если захотеть дать определение животного, которое отделяло бы его от человека, то именно здесь и следует провести границу». Неклюдов добавляет: «лишь научение дает возможность для появления и развития культурной традиции».

## Категории мифов

### Этиологические мифы
Этиологические мифы (от греч. αἰτία «причина» + др.-греч. λόγος «слово, учение»; букв. «причинные», то есть объяснительные) — мифы, объясняющие появление различных природных и культурных особенностей и социальных объектов.
Этиологическая функция присуща большинству мифов и специфична для мифа как такового. Однако под этиологическими мифами понимаются прежде всего рассказы о происхождении некоторых животных и растений (или их частных свойств), гор и морей, небесных светил и метеорологических явлений, отдельных социальных и религиозных институтов, видов хозяйственной деятельности, а также огня, смерти и др. Широко распространены у первобытных народов. Как правило, слабо сакрализованы.

#### Культовые мифы
Культовые мифы — особая разновидность этиологических мифов, мифы, объясняющие происхождение обряда, культового действия. В случае эзотеричности культового мифа, он может быть сильно сакрализован.

### Космогонические мифы
Космогонические мифы (греч. κοσμογονία, от κόσμος «мир», «вселенная» + γονή «рождение») — мифы о происхождении космоса в целом и его частей, связанных в единой системе. Как правило, это менее архаические и более сакрализованные мифы, чем этиологические.
В космогонических мифах особенно отчётливо актуализуется характерный для мифологии пафос превращения хаоса в космос. В них отражаются космологические представления о структуре космоса (обычно трёхчастной вертикально и четырёхчастной горизонтально), описывается его вегетативная (мировое древо), зооморфная или антропоморфная модель. Повествуется о разъединении и выделении основных стихий (огонь, вода, земля, воздух), отделении неба от земли, появлении земной тверди из мирового океана, установлении мирового древа, мировой горы, укреплении на небе светил и т. п., затем о создании ландшафта, растений, животных, человека. Мир может возникнуть из первоэлемента, например, из мирового яйца или из антропоморфного первосущества-великана. Различные космические объекты могут быть найдены, даже похищены и перенесены культурным героем, биологически порождены богами или их волей, их магическим словом.

#### Антропогонические мифы
Антропогонические мифы (от др.-греч. ἄνθρωπος «человек» + γονή «рождение») — разновидность космогонических мифов, мифы о происхождении человека, первых людей, или племенных первопредков, поскольку племя в мифах часто отождествляется с «настоящими людьми», с человечеством.
Происхождение человека может объясняться как трансформация тотемных животных, отделение от других существ, усовершенствование (самопроизвольное или силами богов) неких несовершенных существ, «доделывание», биологическое порождение богами или изготовление божественными демиургами из земли, глины, дерева и т. п., перемещение неких существ из нижнего мира на поверхность земли. Первый человек в ряде мифов трактуется как первый смертный, ибо уже существовавшие ранее боги или духи были бессмертны.
Происхождение женщин иногда может описываться иначе, чем мужчин (из другого материала и т. п.).

### Астральные, солярные и лунарные мифы
К космогоническим мифам примыкают астральные, солярные и лунарные мифы, отражающие архаические представления о звёздах, планетах, солнце, луне и их мифологических персонификациях.

#### Астральные мифы
Астральные мифы (от др.-греч. ἄστρον «звезда») — мифы о звёздах и планетах.
В архаических мифологиях звёзды или целые созвездия часто представляются в виде животных, реже деревьев, в виде небесного охотника, преследующего зверя, и т. п. Ряд мифов заканчивается перемещением героев на небо и превращением их в звёзды или, напротив, изгнанием с неба не выдержавших испытания, нарушивших запрет (жён или сыновей жителей неба). Расположение звёзд на небе может трактоваться и как символическая сцена, иллюстрация к тому или иному мифу. По мере развития небесной мифологии звёзды и планеты строго отождествляются с определёнными богами. На основе строгого отождествления созвездий с животными в некоторых ареалах (на Ближнем Востоке, в Китае, у части индейцев и др.) сложились закономерные картины движения небесных светил. Представление о воздействии движения небесных светил на судьбу отдельных людей и всего мира создало мифологические предпосылки для астрологии.

#### Солярные и лунарные мифы
Солярные (от лат. solaris «солнечный») и лунарные мифы — мифы о Солнце и Луне. В принципе являются разновидностью астральных.
В архаических мифологиях Луна и Солнце часто выступают в качестве близнечной пары культурных героев или брата и сестры, мужа и жены, реже родителя и ребёнка. Луна и солнцетипичные персонажи дуалистических мифов представляют собой противопоставленные мифологические символы, причём Солнце чаще всего маркировано положительно, а Луна (Месяц) — отрицательно. Они представляют оппозицию и двух тотемных «половин» племени, ночи и дня, женского и мужского начала и т. п. Небесному существованию Луны и Солнца (как и в случае со звёздами) в некоторых мифах предшествуют земные приключения пары мифологических героев. В более архаических лунарных мифах месяц представляется чаще в виде мужского начала, а в более развитых — женского (зооморфного или антропоморфного).
Некоторые специально лунарные мифы объясняют происхождение пятен на Луне («Лунный человек»). Собственно солярные мифы лучше представлены в развитых мифологиях. В архаических мифологиях распространены мифы о происхождении Солнца или об уничтожении лишних солнц из их первоначального множества. Солнечное божество тяготеет к тому, чтобы стать главным, особенно в древних обществах, возглавляемых обожествлённым царём-жрецом. Представление о движении солнца часто ассоциируется с колесом, колесницей, в которую впряжены кони, борьбой против хтонических чудовищ или богом грозы. Суточный цикл также отражается в мифологическом мотиве исчезающего и возвращающегося солнечного божества. Уход и приход могут быть перенесены с суток на сезоны. Универсальный характер имеет миф о дочери солнца.

### Близнечные мифы
Близнечные мифы — мифы о чудесных существах, представляемых в виде близнецов и часто выступающих в качестве родоначальников племени или культурных героев.
Истоки этих мифов прослеживаются в представлениях о неестественности близнечного рождения, которое у большинства народов считалось уродливым. Наиболее ранний пласт близнечных представлений наблюдается в зооморфных близнечных мифах, предполагающих родство между животными и близнецами. В мифах о близнецах-братьях они, как правило, сначала выступали соперниками, а позднее становились союзниками. В некоторых дуалистических мифах братья-близнецы не антагонистичны, а являются воплощением разных начал (например, солярных мифах). Известны мифы о близнецах брате и сестре. Встречаются также усложнённые варианты, где в кровосмесительных браках брата и сестры предпочитается наличие нескольких братьев. Особенностью многих африканских близнечных мифов является совмещение обоих мифологических противоположностей в одном образе, то есть близнечные существа — двуполые.

### Тотемические мифы
Тотемические мифы — мифы, в основе которых лежат представления о сверхъестественном родстве между определённой группой людей (родом и др.) и так называемыми тотемами — видами животных и растений. Составляют часть комплекса тотемических верований и обрядов родоплеменного общества.
По содержанию очень просты. Основные персонажи наделены чертами и человека, и животного. В наиболее типичном виде тотемические мифы известны у австралийских аборигенов и народов Африки. Тотемические черты отчётливо видны в образах богов и культурных героев в мифологии народов Центральной и Южной Америки (Уицилопочтли, Кецалькоатль, Кукулькан). Остатки тотемизма заметны в египетской мифологии, в греческих мифах о племени мирмидонян, в часто встречающемся мотиве превращения людей в животных или растения (например, миф о Нарциссе).

### Календарные мифы
Календарные мифы — мифы, связанные с циклом календарных обрядов обычно с аграрной магией, которая ориентирована на регулярную смену времён года, в первую очередь весеннее возрождение растительности — куда вплетены также солярные мотивы, — и на обеспечение урожая.
Преобладающим мифом древних средиземноморских земледельческих культур является повествование, в котором символически представлена судьба духа растительности, зерна, урожая. Большое распространение имеет календарный миф, персонажем которого выступает уходящий и возвращающийся или умирающий и воскресающий герой или бог: Осирис, Таммуз, Балу, Адонис, Дионис и др. Происходит конфликт героя и хтонического демона, богини-матери или божественной сестры-жены героя, в результате чего последний исчезает, гибнет или получает физический урон. Затем герой находится матерью, сестрой, женой или сыном, которые воскрешают его, и он убивает демонического противника.
Структура календарного мифа близка к композиции мифов, привязанных к ритуалам инициации или интронизации царя-жреца. Наблюдается влияние календарных мифов на некоторые героические мифы и эпические предания, а также на мифы, рассказывающие смене мировых эпох, и на эсхатологические мифы.

### Героические мифы
Героические мифы — мифы, строящиеся вокруг биографии мифологического героя. Повествуют о чудесном рождении героя, испытании его старшими родичами или враждебными демонами, поисках жены и брачных испытаниях, борьбе с чудовищами и других подвигах, смерти героя. Отражают наиболее важные эпизоды жизненного цикла.
Биографическое начало героического мифа может быть сопоставлено с космическим началом космогонического мифа. Эпизодом упорядочивания хаоса в героическом мифе является формирование личности героя, который в дальнейшем поддерживает космический порядок. Мифологические сюжеты отражают инициацию, рассказывая об обязательным уходе или изгнании героя из его социума и странствиях в иных мирах, где персонаж удаётся обрести духов-помощников и победить демонических духов-противников, а иногда и пройти через временную смерть — его глотает и выплёвывает чудовище; он умирает и воскресает, что является инициационными символами. Испытания, которые иногда принимают форму выполнения «трудной задачи», могут быть инициированы отцом, дядей героя, будущим тестем, племенным вождём, небесным божеством, например, богом-Солнце, и др. В некоторых сюжетах мотивацией для изгнания героя служат его проступки, нарушение табу, в том числе совершённый им инцест — кровосмешение с сестрой или женой отца или дяди, также угроза власти его отца-вождя. Герой в греческой мифологии — сын или потомой божества и смертного человека. В Древней Греции существовал культ умерших героев.
Героический миф является важнейшим источником формирования героического эпоса и сказки.

### Эсхатологические мифы
Эсхатологические мифы (греч. εσχατολογία, от др.-греч. ἔσχατον — «конечный», «последний» + λόγος — «слово», «учение») — мифы о «последних» вещах, о конце мира. Возникают относительно поздно и опираются на модели календарных мифов, мифов о смене эпох, космогонических мифов.
В противоположность космогоническим мифам, эсхатологические рассказывают не о возникновении мира и его элементов, а об их уничтожении — гибель суши во всемирном потопе, хаотизация космоса и др. Мифы о катастрофах, сопровождавших смену эпох (о гибели великанов или старшего поколения богов, живших до появления человека, о периодических катастрофах и обновлении мира), трудноотделимы от мифов о конечной гибели мира. Эсхатологическим катастрофам часто предшествуют нарушение права и морали, распри, преступления людей, требующие возмездия богов. Мир погибает в огне, потопе, в результате космических сражений с демоническими силами, от голода, жары, холода и др.
Более или менее развитая эсхатология имеется в мифах коренных жителей Америки, в скандинавской, индуистской, иранской, христианской («Апокалипсис») мифологиях.

### Мифы, совмещённые с преданиями и легендами
Многие античные, библейские и некоторые другие мифы не входят в описанные категории. Они представляют собой включённые в мифологический цикл легенды и исторические предания. Иногда сложно провести границу между мифом, легендой, преданием. Так, мифы о Троянской войне и подобные им, впоследствии обработанные в форме эпоса, являются мифологизированными историческими преданиями, в которых действуют не только имеющие божественное происхождение герои, но и сами боги. Священная история типа библейских повествований складывается также на стыке подлинного мифа (в узком значении) и исторического предания. «Раннее время» растягивается: включает события, находящиеся на значительной хронологической дистанции друг от друга, а исторические воспоминания мифологизируются и сакрализуются. Как правило, предания воспроизводят мифологические схемы, прикрепляя их к историческим или квазиисторическим событиям. То же относится и к легендам, трудноотделимым от преданий. Легенды в большей мере сакрализованы, в большей мере склонны к фантастике, например, описанию чудес. Примерами легенд являются рассказы о христианских святых или буддийских перевоплощениях.

## Современные мифы
Мифологические (в самом общем смысле слова) элементы содержатся в культурах и идеологиях Нового времени и современности, прежде всего в массовой культуре.
Исторически миф выступал как первичная модель всякой идеологии и синкретический источник различных видов культуры — литературы, искусства, религии, философии и даже науки. Дифференциация первоначального ритуально-мифологического синкретизма культуры (в частности, по мере развития философии и науки) влечёт за собой частичную демифологизацию общественного сознания, но эта демифологизация не может быть полной, она всегда относительна. Периодически её сменяет ремифологизация, что, в частности, происходит в новейшее время. XX век был отмечен одновременно бурным развитием технической мысли и разочарованием в рационалистической философии, эволюционизме и «просветительских» упованиях. Одна из причин «неустранимости» мифа заключается в том, что вопреки позитивистам XIX века, наука не способна полностью вытеснить мифологию, поскольку не разрешает метафизические проблемы, такие как смысл жизни, цель истории и т. п., в то время как мифология претендует на их разрешение, создаёт видимость разрешения, в частности стремится объяснить трудно разрешимые проблемы через более разрешимое и понятное. Миф обеспечивает «уютное» чувство гармонии с обществом и космосом.